# Historiens slut

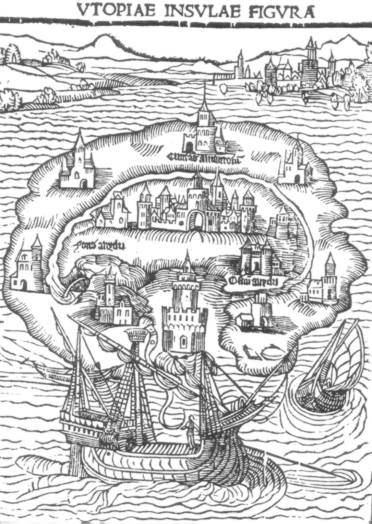
Illustration ur Thomas Mores Utopia.

Historiens slut är ett politiskt och filosofiskt begrepp som förutsätter att ett visst politiskt, ekonomiskt eller socialt system kan utvecklas som skulle utgöra slutpunkten för mänsklighetens sociokulturella utveckling och den ultimata regeringsformen. En rad författare har hävdat att ett visst system är "slutet på historien", bland andra Thomas More i Utopia, Friedrich Hegel, Karl Marx, Vladimir Solovjov, Alexandre Kojève och Francis Fukuyama i Historiens slut och den sista människan från 1992.
Begreppet historiens slut skiljer sig från idéer om eskatologi som uttryckts i olika religioner, vilka kan förutsäga en fullständig förstörelse av jorden eller livet på jorden och slutet för mänskligheten som vi känner till. Historiens slutpunkt föreslår istället ett tillstånd där mänskligt liv fortsätter på obestämd tid i framtiden utan några större förändringar i samhället, det politiska systemet eller ekonomin.

## Historia

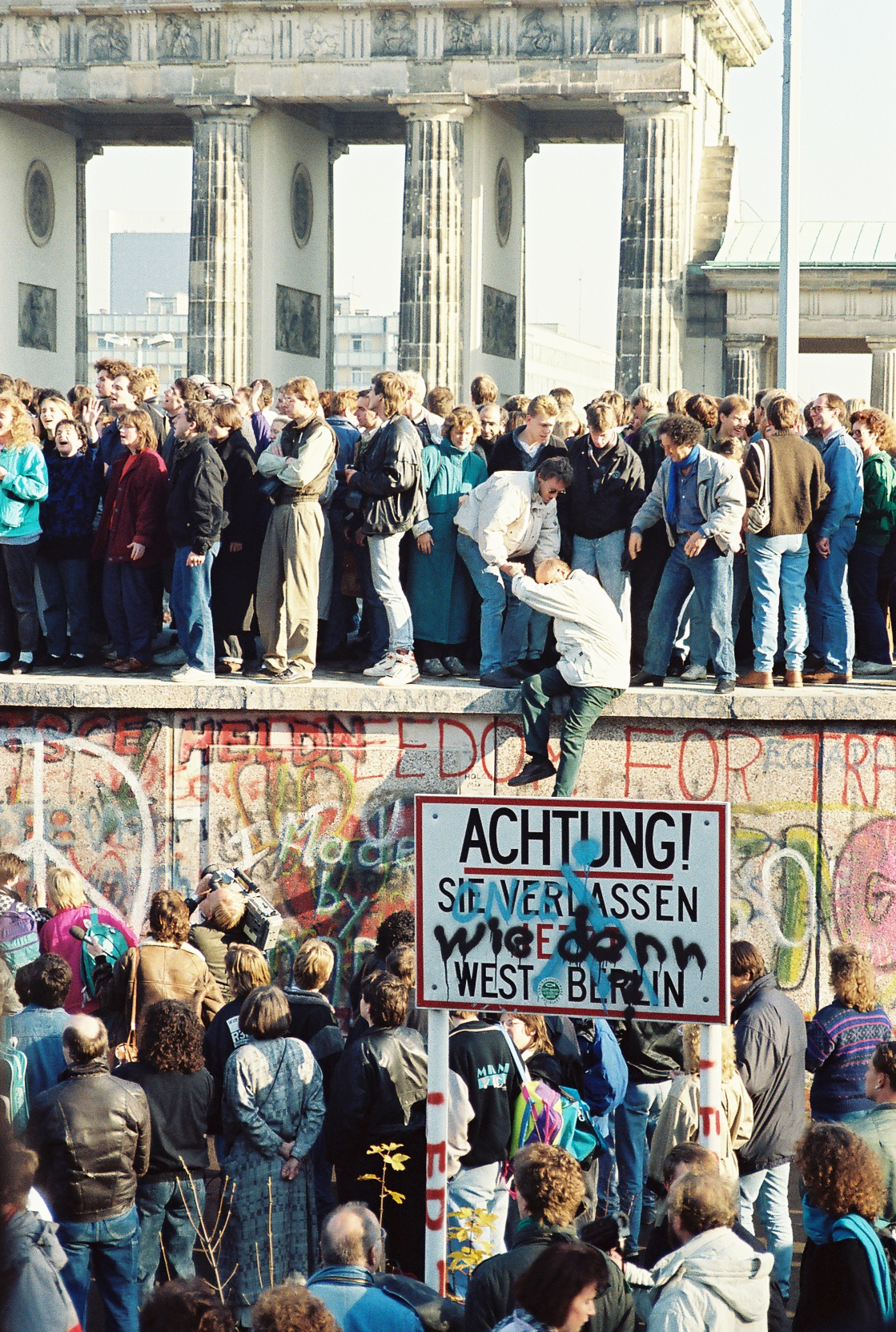
Berlinmurens fall i november 1989.

Uttrycket "historiens slut" användes första gången 1861 av den franske filosofen och matematikern Antoine Augustin Cournot "för att hänvisa till slutet av den historiska dynamiken med det civila samhällets perfektion". Arnold Gehlen använde uttrycket 1952 och det har även använts av Martin Heidegger och Gianni Vattimo.
Den formella utvecklingen av en idé om "historiens slut" är närmast associerad med Hegel, även om han diskuterade idén i tvetydiga termer, vilket gör det oklart huruvida han trodde att en sådan sak var en säkerhet eller enbart en möjlighet.
Efter kalla krigets slut, när liberal demokrati och fri marknadsekonomi började att dominera även utanför den traditionella västvärlden, började man att tala om att världen gick på semester från historien. När kriget mot terrorismen, som följde på 11 september-attackerna 2001, och andra kalla kriget alltmer tilltog under 2000-talet talade man om att semestern var över.